# Licania salicifolia
Espèce
Statut de conservation UICN

 EN B1+2c : En danger
Licania salicifolia est une espèce de plantes à fleurs de la famille des Chrysobalanaceae.

## Publication originale
- Fieldiana, Botany 27(2): 111. 1951.